# 3277 Aaronson
3277 Aaronson è un asteroide della fascia principale. Scoperto nel 1984, presenta un'orbita caratterizzata da un semiasse maggiore pari a 3,1474603 au e da un'eccentricità di 0,2671656, inclinata di 8,55492° rispetto all'eclittica.
L'asteroide è dedicato all'astronomo statunitense Marc Aaronson.